# Sainte-Néomaye
Sainte-Néomaye är en kommun i departementet Deux-Sèvres i regionen Nouvelle-Aquitaine i västra Frankrike. Kommunen ligger i kantonen Saint-Maixent-l'École 2e Canton som tillhör arrondissementet Niort. År 2022 hade Sainte-Néomaye 1 353 invånare.

## Befolkningsutveckling
Antalet invånare i kommunen Sainte-Néomaye
| Referens: INSEE |